# 95802 Francismuir
95802 Francismuir è un asteroide della fascia principale. Scoperto nel 2003, presenta un'orbita caratterizzata da un semiasse maggiore pari a 2,4013048 UA e da un'eccentricità di 0,2100497, inclinata di 0,82021° rispetto all'eclittica.
L'asteroide è dedicato a Francis Muir, mentore dello scopritore.